# Live at Winterland '76
Albums de Electric Light Orchestra
Balance of Power
(1986) Live at Wembley '78
(1998)
Live at Winterland '76 est un album live d'Electric Light Orchestra enregistré durant la tournée de promotion de l'album Face the Music, en 1976, et sorti en 1998.

## Titres
Toutes les chansons sont écrites et composées par Jeff Lynne, sauf mention du contraire.
| 1.    | Fire On High           |             | 5:28  |
| 2.    | Poker                  |             | 4:02  |
| 3.    | Nightrider             |             | 4:37  |
| 4.    | Showdown               |             | 4:43  |
| 5.    | Eldorado Suite         |             | 13:14 |
| 6.    | Strange Magic          |             | 5:07  |
| 7.    | 10538 Overture / Do Ya |             | 5:27  |
| 8.    | Evil Woman             |             | 4:39  |
| 9.    | Ma-Ma-Ma Belle         |             | 6:37  |
| 10.   | Roll Over Beethoven    | Chuck Berry | 6:38  |
| 60:34 |                        |             |       |

## Musiciens
- Jeff Lynne : chant, guitare
- Bev Bevan : batterie
- Richard Tandy : claviers
- Kelly Groucutt : basse, chant
- Mik Kaminski : violon
- Hugh McDowell : violoncelle
- Melvyn Gale : violoncelle